# Dlaň

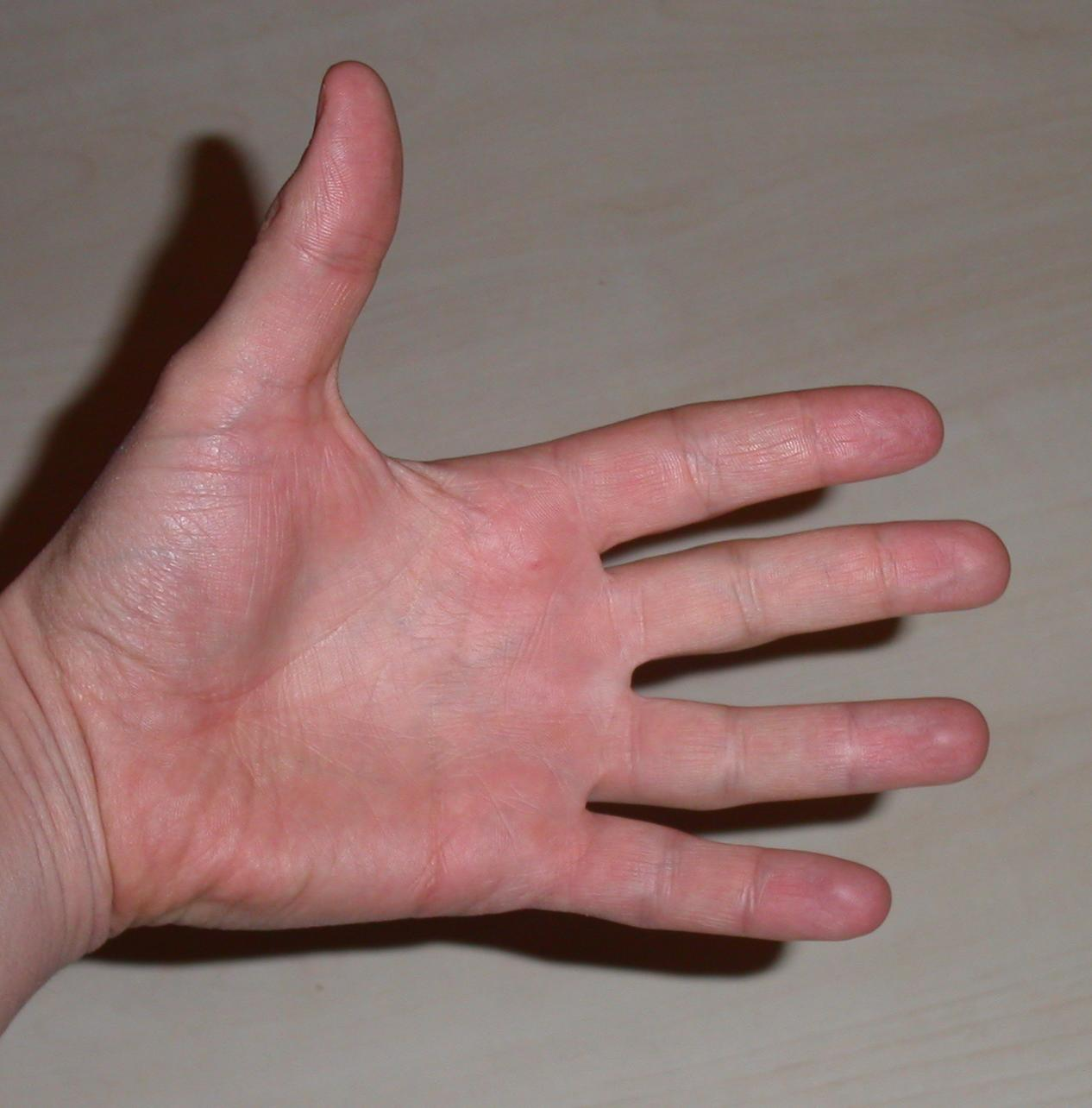
Dlaň s pěti prsty

Dlaň (palmare) je část ruky, která umožňuje člověku sevřít uchopený předmět. Skládá se z pěti kostí, které navazují na jednotlivé prsty.

## Zajímavosti
- dlaň se používala jako jednotka míry (1 dlaň se rovnala přibližně 8 centimetrů);
- někteří lidé věří, že se z čar na dlani dá vyčíst budoucnost, viz chiromantie.